# Steven Brand
Steven Brand, född 26 juni 1969 i Dundee, Skottland, är en brittisk skådespelare.

## Filmografi
- 2002 – The Scorpion King
- 2005 – Hellsing
- 2007 – Treasure Raiders